# Lorenzo Albacete
Lorenzo Albacete (San Juan, 7 gennaio 1941 – Chesapeake, 24 ottobre 2014) è stato un presbitero, teologo e giornalista statunitense d’origine portoricana, tra i maggiori esponenti del movimento cattolico Comunione e Liberazione in nord America.

## Biografia
Nato a Porto Rico e residente a Yonkers (New York), Albacete è laureato in Scienze dello spazio e fisica applicata; inoltre è specializzato in teologia (Università Cattolica d'America, Washington, D.C. e S. Tommaso d’Aquino, Roma).
Già docente all'Istituto Giovanni Paolo II (Washington, D.C.) e al St. Joseph Seminary di New York, fu anche (1996-97) rettore dell'Università Cattolica di Porto Rico a Ponce, e successivamente consigliere speciale per gli affari ispanici della Conferenza episcopale degli Stati Uniti, oltre che presidente del Board of Advisors del Crossroads Cultural Center.
Tra le sue collaborazioni da giornalista, figurano quelle per il New Yorker, consulenze come esperto di materie teologiche sul magazine online Godspy ed editoriali periodici sul settimanale italiano Tempi.
In veste di commentatore o di opinionista è apparso talora su CNN, PBS, il New Republic, Slate.
Ha pubblicato nel 2003 God at the Ritz: Attraction to Infinity, saggio nel quale vengono affrontati argomenti quali scienza, sessualità, politica e religione dal doppio punto di vista di sacerdote e di studioso di materie scientifiche.